# Riserva naturale orientata Pantani della Sicilia Sud-Orientale
La riserva naturale orientata Pantani della Sicilia Sud-Orientale è un'area naturale protetta situata nei comuni di Ispica, Noto e Pachino, nelle province di Ragusa e Siracusa ed è stata istituita nel 2011 dalla Regione siciliana. La riserva, inoltre, coincide con il sito di interesse comunitario ITA090003.

## Territorio
La riserva è situata nella punta meridionale della Sicilia ed occupa una superficie di 1.385,03 ettari, di cui 424,16 ha di zona A e 960,87 ha di zona B.
Nella riserva sono stati inclusi i pantani:
| Area   | Pantano              | Provincia         |
| ------ | -------------------- | ----------------- |
| Ovest  | Pantano Bruno        | Ragusa            |
| Ovest  | Pantano Gorgo Salato | Ragusa            |
| Ovest  | Pantano Longarini    | Ragusa e Siracusa |
| Ovest  | Pantano Cuba         | Siracusa          |
| Centro | Pantano Auruca       | Siracusa          |
| Centro | Pantano Baronello    | Siracusa          |
| Centro | Pantano Ponterio     | Siracusa          |
| Est    | Pantano Morghella    | Siracusa          |

## Fauna

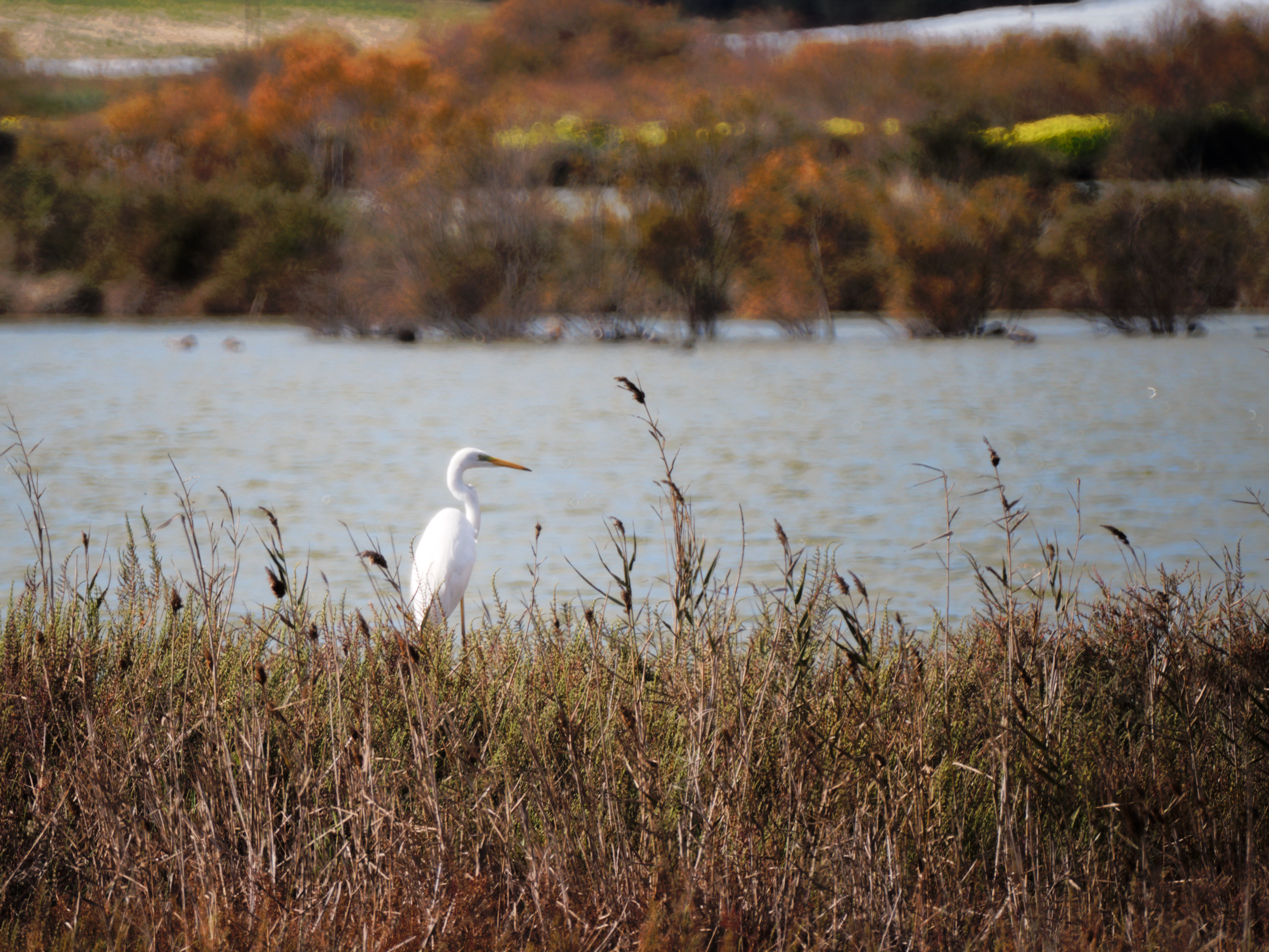
Un airone bianco